# 岩代飯野站
岩代飯野站（日语：／ Iwashiro-Iino eki */?）是位於福島縣伊達郡飯野町（現時：福島市飯野地區），日本國有鐵道的川俁線車站（廢站）。隨著川俁線全線廢除，車站在1972年（昭和47年）5月14日廢除。

## 歷史
- 1926年（大正15年）3月1日 - 車站啟用。
- 1943年（昭和18年）9月1日 - 川俁線指定為不要不急線使暫停營業。
- 1946年（昭和21年）4月20日 - 川俁線恢復服務[1]
- 1954年（昭和29年）2月 - 車站大樓翻新[1]
- 1969年（昭和44年）10月1日 - 結束接收行李和小行李[2]
- 1972年（昭和47年）5月14日 - 隨著川俁線廢線，此站也被廢除[3]

## 相鄰車站
日本國有鐵道（國鐵）
川俁線
松川－岩代飯野－岩代川俁
- 在1934年（昭和9年）11月1日至1941年（昭和16年）8月10日之間，此站至岩代川俁站之間曾經設有岩代大久保站。

## 注腳
1. 1 2  《仙台鉄道管理局40年史》仙台鐵道管理局，1960年，216頁
2. ↑  1969年（昭和44年）10月1日日本國有鐵道公示第309號「停車場における手荷物及び小荷物の配達の取扱い廃止の件」
3. ↑  1972年（昭和47年）5月11日日本國有鐵道公示第45號「運輸営業の廃止の件」